# روت ان در اوور
روت ان در اوور (به آلمانی: Roth an der Our) یک شهر در آلمان است که در بیتبورگ-پروم واقع شده‌است.